# Стадион Олимпијског спортског центра Ћинхуангдао
Олимпијски спортски центар Ћинхуангдао је стадион у Ћинхуангдаоу, граду у сјеверној кинеској провинцији Хебеј. Изграђен је за Летње олимпијске игре 2008. године, гдје је служио као спортско мјесто за фудбалске утакмице.
Стадион је изграђен у периоду од маја 2002. до 30. јула 2004. године. Тиме је постао први фудбалски стадион за Олимпијске игре који је завршен. Нуди простор за 33.572 гледалаца. За особе са инвалидитетом резервисано је 0,2 одсто места. Заштићен је закривљеном белом кровном конструкцијом која подсећа на једра.
Од свог завршетка, стадион је био домаћин неколико међународних пријатељских утакмица.